# Смеречне
Смеречне (пол. Smereczne) — покинуте лемківське село Польщі, у гміні Дукля Кросненського повіту Підкарпатського воєводства.

## Назва
У 1977-1981 рр. в ході кампанії ліквідації українських назв село називалося Шьвєркова (пол. Świerkowa).

## Історія
У 1939 році в селі проживало 230 мешканців (усі 230 — українці).